# Fets de Pau i Tecla
Els Fets de Pau i Tecla (Acta Pauli et Theclae) és un text apòcrif neotestamentari cristià del segle ii, escrit en grec, que narra la vida de Tecla d'Iconi, una jove verge d'Anatòlia, a partir de la seva conversió al Cristianisme després d'escoltar la prèdica de Pau de Tars. El text s'hauria originat a Anatòlia o Síria al segle ii, i ja era conegut a Egipte l'any 300 dC. Apareix al Decretum Gelasianum, un catàleg d'apòcrifs en llatí del segle vi.

## Origen
El descobriment d'un text copte dels Fets de Pau contenint la narració de Tecla suggereix que l'abrupte començament dels Fets de Pau i Tecla es deu que formava part d'un treball més extens. Nombroses versions en copte i en grec, així com referències al text entre els Pares de l'Església, demostren que aconseguí una gran difusió en temps del Cristianisme primitiu. A les esglésies orientals, l'àmplia circulació dels Fets de Pau i Tecla en grec, siríac i armeni és evidència de la veneració envers Tecla d'Iconi. També hi ha versions en llatí, copte i amhàric, algunes de les quals tenen grans diferències amb la versió grega. Segons el teòleg estatunidenc Edgar J. Goodspeed, «en etíop, amb l'omissió de la facultat de Tecla per predicar i batejar, la meitat de la història es perd».
A De Baptismo adversus Quintillam Tertul·lià referí que el text fou escrit cap a l'any 160 dC per un prevere d'Anatòlia, qui, en ser descobert el seu frau, es justificà dient que fou compost en honor de Sant Pau. Tanmateix, no pogué evitar ser privat del seu ofici. Tertul·lià vituperà l'ús d'aquest text en funció del seu rebuig a atorgar a les dones el dret a predicar i batejar.
La història és presentada en el marc dels Fets dels Apòstols, però el retracte que se'n fa de Pau de Tars és diferent al del Nou Testament. D'altra banda, l'exaltada defensa de la virginitat que realitza el text fou un tema central en diverses corrents del paleocristianisme.

## Contingut
Comença amb el viatge de Pau des d'Antioquia a Iconi, proclamant «la paraula de Déu sobre l'abstinència i la resurrecció». Es dona una descripció física completa de l'apòstol, que pot ser reflex de tradicions orals: «ell era un home d'estatura mitjana, amb pocs cabells, les cames una mica arquejades, els genolls sortints, tenia uns ulls grossos, les celles unides, el nas era prominent, i estava ple de gràcia i misericòrdia; per moments semblava un home, i de vegades un àngel». Feu els seus sermons a la casa d'un habitant d'Iconi: Onesífor, sota la forma d'una sèrie de benaurances.

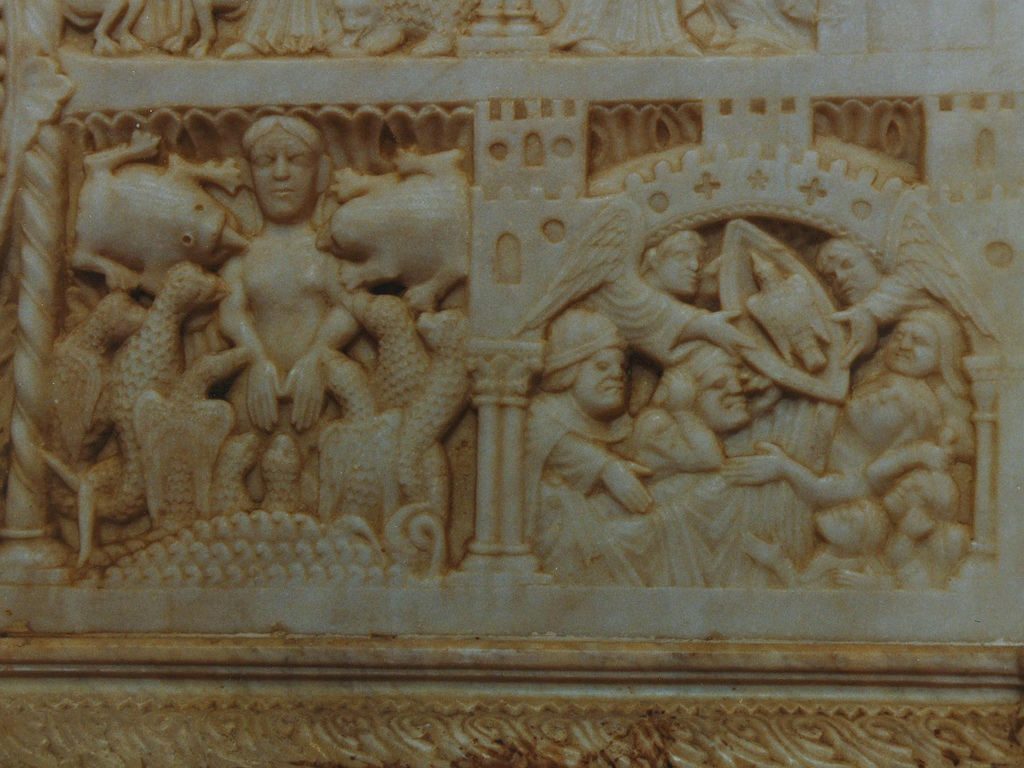
Santa Tecla entre les feres, baix relleu a l'altar de la Catedral de Tarragona.

Tecla, una jove verge que vivia en una casa veïna, escoltà durant dies les paraules de Pau, sobretot les referents a la castedat. La seva mare, Teocleia, i el seu promès, Tamyris, temeren que ella seguís l'exhortació de Pau respecte que «hom hauria de témer només Déu i viure en castedat». Reuniren una multitud que arrossegà l'apòstol fins al governador, qui l'empresonà. Tecla enganyà la guàrdia i s'introduí a la presó, i s'assegué als peus de Pau tota la nit, escoltant els seus ensenyaments i besant-li les cadenes. Quan la seva família la trobà, tots dos foren portats davant del governador. Per demanda de la seva mare, Pau fou sentenciat a ser assotat i expulsat, i Tecla fou condemnada a la foguera, per tal que «totes les dones que reberen ensenyaments d'aquest home poguessin sentir-se atemorides». Si bé Tecla estava despullada i lligada a una post, miraculosament les flames no arribaren a tocar-la, i una tempesta d'aigua i calamarsa, juntament amb un terratrèmol, apagaren el foc.
De nou reunits, Pau i Tecla viatjaren a Antioquia de Pisídia, on un magistrat de nom Alexandre desitjà Tecla i pretengué comprar-la al seu company. Ell negà conèixer-la, i Alexandre intentà prendre-la a la força, però la jove se'n defensà, ridiculitzant-lo davant els testimonis. El magistrat la conduí davant del governador per haver-lo atacat, i malgrat la protesta dels pobladors, Tecla fou sentenciada a ser devorada per bèsties salvatges. Ella sol·licità que se li permetés conservar la seva virtut intacta fins a la mort, i per això una rica vídua anomenada Tryphaena, membre de la reialesa, la prengué sota la seva protecció.
Segons es narra al capítol IX, dies després fou portada a un amfiteatre i posada en un cubell prop d'una lleona, la qual li llepà els peus. Després d'aquest episodi, tornà a la casa on estava protegida. Aquella mateixa nit, la filla morta de Tryphaena se li aparegué en somnis i demanà a la seva mare que prengués Tecla com a filla pròpia i que pregués per la seva felicitat eterna.
A l'alba de l'endemà, amb el rebuig de la seva amfitriona i de la resta de les dones del poble, Tecla fou conduïda a l'amfiteatre. Allà fou despullada i llançada a les bèsties que proporcionà Alexandre. Fou salvada miraculosament de la mort per una lleona que es tirà als seus peus i que combaté les altres feres fins a morir. Mentre es trobava a l'arena, Tecla tingué la visió d'un fossat d'aigua que contenia lleons marins. Pensant que seria la seva última oportunitat per batejar-se, es llançà a l'aigua proclamant que s'estava batejant a si mateixa. Un nou miracle la protegí d'aquests animals, envoltant-la amb un núvol de foc que a més amagava la seva nuesa davant dels espectadors.
Després que fracassés un altre intent de matar-la amb bous lligats a les seves extremitats, el propi Alexandre implorà al governador que l'alliberés per temor que tots dos i la pròpia ciutat fossin destruïts. Davant la pregunta del governador respecte qui era i a causa de quines circumstàncies cap fera l'havia tocada, Tecla respongué que ella era una serva del Déu vivent, creient de Jesucrist, i que per aquesta raó cap bèstia aconseguí fer-li mal.
Tecla es reuní novament amb Pau a Mira, i després tornà a Iconi per convertir la seva mare. Durant els següents 72 anys, visqué en una cova que es convertí en un centre de peregrinació de malalts. Els Fets de Pau i Tecla acaben amb la descripció d'un nou rescat miraculós, en el qual al final dels seus dies, Tecla aconsegueix fugir d'una host que pretenia violar-la en obrir-se un passatge en la muntanya a través del qual desaparegué.

## Significat i influència
Si bé no es tracta d'un registre històric, la narració és un reflex de tendències ascètiques i de l'experiència de la persecució durant el Cristianisme primitiu.
La llegenda local de la màrtir Tecla d'Iconi pogué haver inspirat aquest episodi, en el qual se la relaciona amb Pau de Tars. M.R. James escrigué que «altrament és difícil establir el perquè de la gran popularitat del culte a Santa Tecla, que es propagà d'Orient a Occident, i que la convertí en la més famosa de les verges màrtirs».
Aconseguí una gran difusió, tot i la condemna per part dels apologetes, i no només en les seves versions més conegudes en grec i en copte. El culte a Santa Tecla es difongué a partir d'Anatòlia, en particular des d'Iconi (actual Konya), Nicomèdia i Selèucia de Piera, on ja hi havia a finals del segle IV un santuari en honor seu que fou visitat per Egèria, segons narra el seu diari sobre la seva visita a Terra Santa (Peregrinatio Aetheriae, 23.4).
Els esdeveniments resumeixen la forma tradicional de la literatura grega del període hel·lenístic: la peripècia de la jove i rica heroïna, el salvatge extraordinari i la defensa de la pròpia castedat amenaçada, transfigurada sota una forma cristiana, que inclou la conversió després d'escoltar la paraula de l'Apòstol i la intervenció miraculosa de Déu que protegeix la santa condemnada al suplici.
El text es caracteritza per una extrema defensa de la castedat. A Iconi, on es produeix la conversió de Santa Tecla, Sant Pau arriba aportant l'acusació d'haver pervertit les donzelles de la ciutat, que ja no desitgen casar-se a causa de la seva prèdica. Aquesta posició és totalment diferent de la que se li atribueix al sant a la Primera carta a Timoteu (1 Tim 4:1-3), on condemna explícitament la negació del matrimoni. De totes maneres, a la Primera carta als corintis (1 Cor 7:1), universalment acceptada com autènticament paulina, sembla mostrar una ambivalència més ran sobre el matrimoni, amb la frase «Bo li seria a l'home no tocar dona». Aquest text està més en sintonia amb l'expressat a Fets de Pau i Tecla que, més enllà de qualsevulla discussió, sembla testimoniar una possible interpretació, encara vigent al segle ii, dels ensenyaments de Sant Pau.
Pau també és presentat de manera ambigua. Com a predicador de l'ascetisme, fascina les dones. Els seus ensenyaments involucren en greus problemes Tecla, però ell mai no està quan comencen les dificultats.
Paral·lelament, el text sembla reflectir una posició menys subordinada de les dones en l'àmbit del Cristianisme primitiu: Tecla és invitada per Pau a predicar i convertir (a l'Església Ortodoxa és venerada com «protomàrtir entre les dones i igual als apòstols»), és defensada per les dones d'Antioquia de Pisídia i reuneix al voltant seu les dones de Selèucia. Tertul·lià es lamentava que alguns cristians d'Alexandria es basessin en aquest text per reivindicar la possibilitat que les dones bategessin i ensenyessin a l'Església.